# Mirabello Sannitico
Mirabello Sannitico è un comune italiano di 2 045 abitanti della provincia di Campobasso in Molise.

## Storia
Il più antico riferimento alla città compare in un registro chiesa nel febbraio 1193, dove l'abate Ferulfo menziona la chiesa di San Salvatore di Mirabello (di cui si ignora il sito), adiacente al fiume Tappino. Numerose sanguinose battaglie furono combattute sui diritti d'acqua per la terra tra Mirabello Sannitico e Ferrazzano. Molti terremoti hanno storicamente afflitto la zona. Questa regione ha subito grandi terremoti nell'847, 1294, 1309, 1456, 1587, 1688 (in quest'occasione non ci fu nessuna morte, in quanto nel momento in cui si verificò il terremoto la maggior parte delle persone erano nei campi) e 1794. Il 26 luglio 1805 un terremoto ha colpito la zona uccidendo quasi 6 000 persone in Molise e 300 in Mirabello, trasformando una chiesa già danneggiata, San Nicola, in macerie.

### Simboli
Lo stemma e il gonfalone del comune di Mirabello Sannitico sono stati concessi con decreto del presidente della Repubblica del 28 gennaio 2004.
Il gonfalone municipale è un drappo di giallo.

## Società

### Evoluzione demografica
Abitanti censiti

## Amministrazione
Di seguito è presentata una tabella relativa alle amministrazioni che si sono succedute in questo comune.
| Periodo        | Periodo        | Primo cittadino   | Partito                            | Carica  | Note  |
| -------------- | -------------- | ----------------- | ---------------------------------- | ------- | ----- |
| 10 luglio 1985 | 15 giugno 1990 | Giuseppe Di Lella | Partito Socialista Italiano        | Sindaco | [ 6 ] |
| 15 giugno 1990 | 24 aprile 1995 | Antonio Lembo     | Democrazia Cristiana               | Sindaco | [ 6 ] |
| 24 aprile 1995 | 14 giugno 1999 | Antonio Lembo     | Partito Popolare Italiano          | Sindaco | [ 6 ] |
| 14 giugno 1999 | 14 giugno 2004 | Antonio Lembo     | lista civica                       | Sindaco | [ 6 ] |
| 14 giugno 2004 | 8 giugno 2009  | Luciano Di Biase  | lista civica                       | Sindaco | [ 6 ] |
| 8 giugno 2009  | 26 maggio 2014 | Luciano Di Biase  | lista civica                       | Sindaco | [ 6 ] |
| 26 maggio 2014 | 27 maggio 2019 | Luciano Di Biase  | lista civica Insieme per Mirabello | Sindaco | [ 6 ] |
| 27 maggio 2019 | 9 giugno 2024  | Angelo Miniello   | lista civica Insieme per Mirabello | Sindaco | [ 6 ] |
| 9 giugno 2024  | in carica      | Angelo Miniello   | lista civica Insieme per Mirabello | Sindaco | [ 6 ] |

## Sport

### Calcio
- A.S.D. Mirabello Calcio - Militante in 1ª Categoria. Nasce il 4 settembre del 1999.